# Desprezo

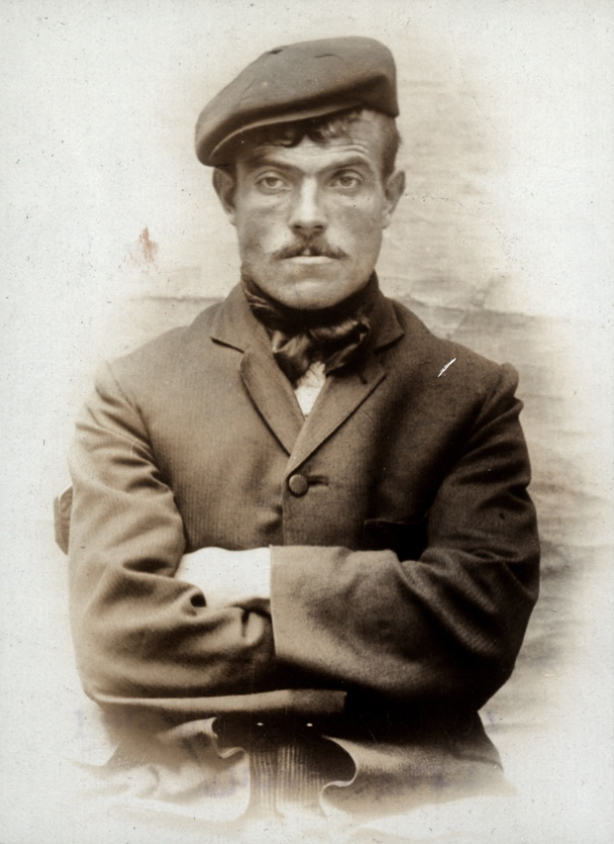
Essa foto de Thomas Ward, preso por roubar uma moeda, pode se notar uma expressão de desprezo.

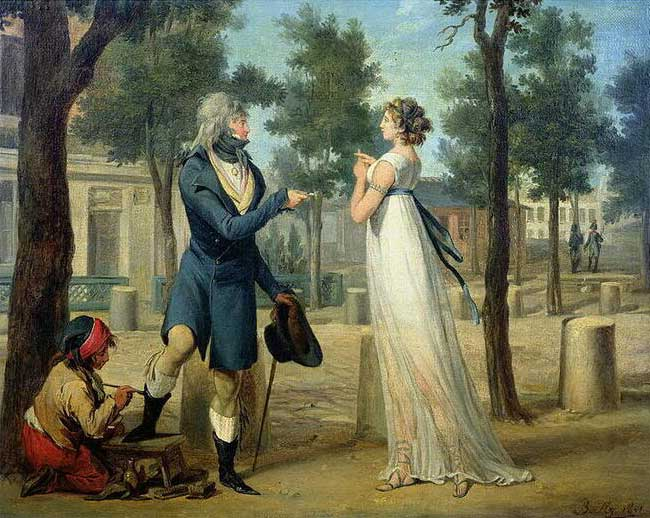
Uma pintura de Louis-Léopold Boilly (ca. 1797). A mulher tem sido interpretada como uma prostituta (que está desdenhando da moeda inadequada oferecida pelo cavalheiro elegante que engraxa os sapatos à esquerda).

Desprezo é um sentimento forte emocional, com base na convicção da inutilidade das pessoas afectadas ou suas instituições.O desprezo surge a partir da avaliação de outra pessoa como inferior, tendo como características o nojo e a ira. O principal impacto do desprezo é uma persistente desvalorização da pessoa ou da instituição em todas as áreas possíveis e uma consequente não-conformidade com a pessoa ou grupo social.
A palavra originou-se em 1393, da palavra latina contemptus que significa "desprezo". É o particípio passado de contemnere e do prefixo com- intens + temnere "para desdenhar, desprezo". Já o termo " desprezível " apareceu em 1529.
Considerado o maior especialista em emoções e expressões faciais, Paul Ekman escreveu em seu livro Emotions Revealed, de 2003, as 7 emoções universais: desprezo, raiva, nojo, medo, felicidade, tristeza e surpresa.
Robert C. Solomon coloca o desprezo como similar ao ressentimento e a raiva, e argumenta que as diferenças entre os três são que o ressentimento é a raiva dirigida a um indivíduo de status superior; a raiva é dirigida a um indivíduo de igual status; e desprezo é a raiva dirigida a um indivíduo de status inferior.

## Contexto cultural

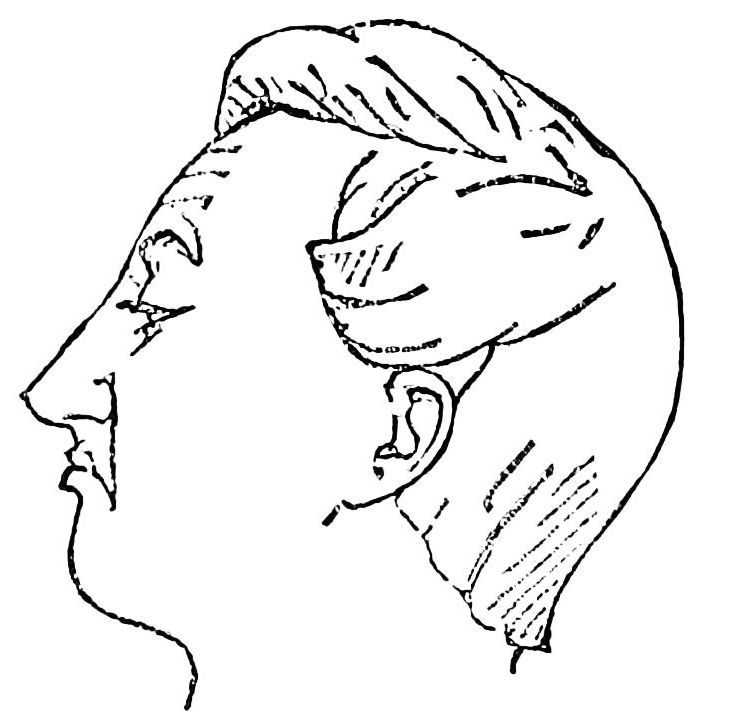
Expressão facial de desprezo

Ekman e Friesen (1986) identificaram uma expressão facial específica com a qual observadores em dez culturas diferentes, tanto ocidentais quanto não-ocidentais, concordavam como sinal de desprezo. Neste estudo, cidadãos de Sumatra Ocidental, Indonésia, viram fotos de americanos, japoneses e indonésios. Sua capacidade de classificar algumas expressões faciais como desprezo versus emoções primárias de raiva, nojo, felicidade, tristeza, medo ou surpresa mostrou que, entre as culturas, o desprezo geral é universalmente compreendido (com nível de concordância igual a 75%). "Uma expressão em que o canto do lábio está contraído e ligeiramente levantado de um lado do rosto (ou com muito mais força de um lado do que do outro) sinaliza desprezo." Este estudo mostrou que o desprezo, assim como a expressão externa de desprezo, pode ser apontado em povos ocidentais e não ocidentais quando contrastado com outras emoções primárias.
No inglês americano, o uso da palavra "desprezo" diminuiu desde o início do século XIX, enquanto no século XXI a palavra "desrespeito" tornou-se relativamente mais comum.

## Características
Ekman, um psicólogo amplamente reconhecido, primeiramente encontrou seis emoções universalmente reconhecidas: raiva, nojo, medo, alegria, tristeza e surpresa. As descobertas sobre o desprezo são menos claras, embora haja pelo menos algumas evidências preliminares de que essa emoção e sua expressão são universalmente reconhecidas.
Na década de 1990, Ekman propôs uma lista expandida de emoções, desta vez incluindo o desprezo. John Gottmann, psicólogo e famoso especialista em relações amorosas, após uma pesquisa de quase quatro décadas concluiu que o desprezo é um dos fatores que anuncia a maioria das separações.

## Características definitivas
O desprezo tem cinco características. O desprezo requer um julgamento a respeito da aparência ou posição do objeto de desprezo. Em particular, o desprezo envolve o julgamento de que, por causa de alguma falha ou defeito moral ou pessoal, a pessoa desprezada comprometeu sua posição em relação a um padrão interpessoal que o desrespeitador considera importante. Isso pode não ter sido feito deliberadamente, mas por falta de status. Essa falta de status pode fazer com que o desdenhoso classifique o objeto de desprezo como totalmente sem valor ou como não atendendo totalmente a um determinado padrão interpessoal. Portanto, o desprezo é uma resposta a uma falha percebida em cumprir um padrão interpessoal. O desprezo também é uma maneira particular de considerar ou atender ao objeto de desprezo, e essa forma de olhar tem um elemento afetivo desagradável. No entanto, o desprezo pode ser experimentado como uma emoção altamente visceral semelhante ao nojo, ou como um descaso frio.

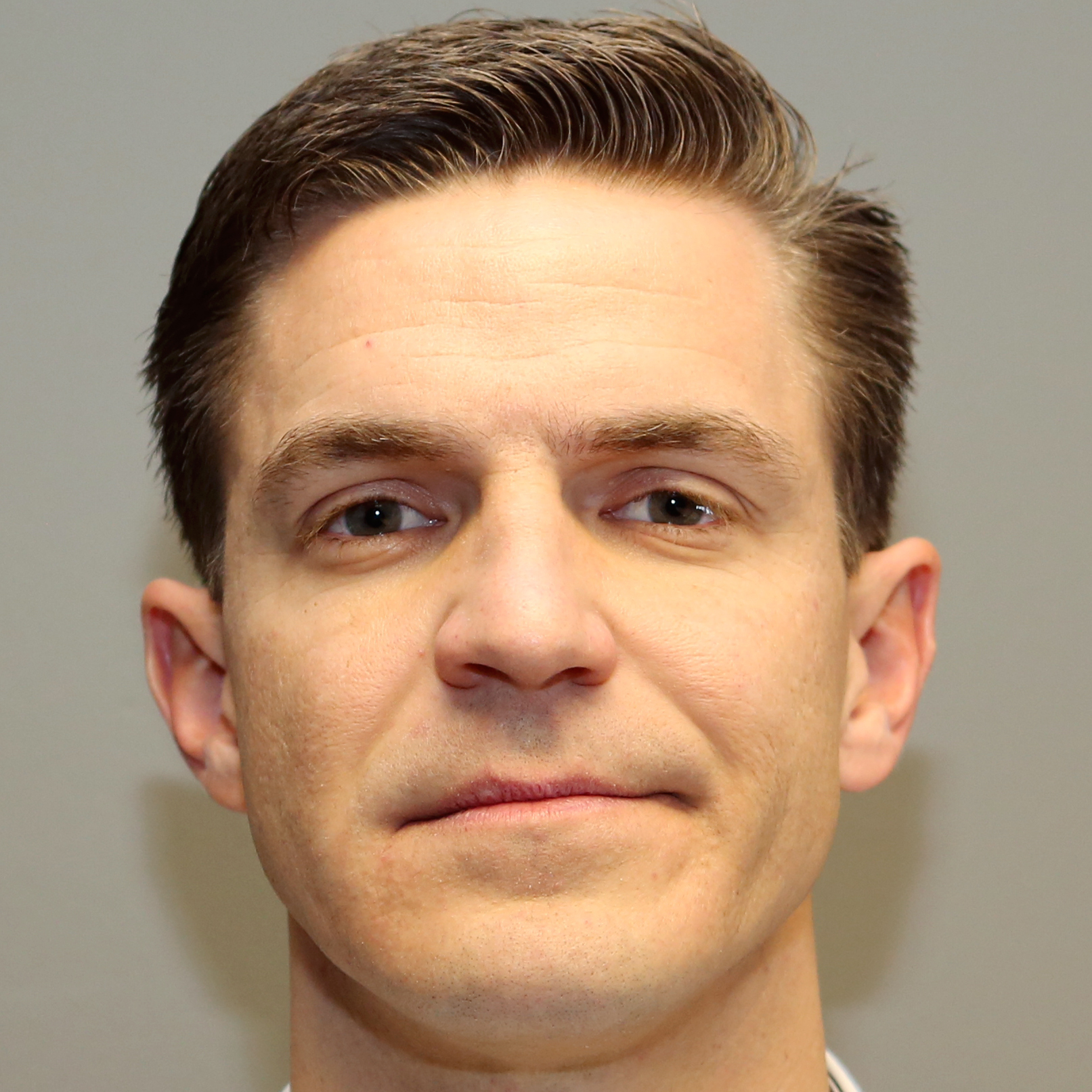
Expressão facial demonstrando um desprezo sutil

O desprezo tem um certo elemento comparativo. Nos estudos de David Hume sobre o desprezo, Hume sugeriu que o desprezo requer essencialmente apreender as “más qualidades” de alguém “como realmente são”, ao mesmo tempo que faz uma comparação entre a pessoa e nós. Por causa desse elemento reflexivo, o desprezo também envolve o que podemos chamar de “auto-sentimento positivo” do desdenhoso. Uma característica do desprezo é o retraimento psicológico ou distância que uma pessoa normalmente sente em relação ao objeto de seu desprezo. Esse distanciamento psicológico é uma forma essencial de expressar a não identificação de alguém com o objeto de seu desprezo e impede a identificação simpática com o objeto de desprezo. (Hume, 2002, 251) O desprezo por uma pessoa envolve uma forma de negativamente e comparativamente em relação a ou atender a alguém que não viveu plenamente de acordo com um padrão interpessoal que a pessoa que estende o desprezo pensa ser importante. Essa forma de consideração constitui um afastamento psicológico do objeto de desprezo.

## Virtudes
O desprezo pode servir a um propósito útil em uma comunidade moral. Uma ética de desprezo fornece uma amplitude muito maior de respostas do que outros sistemas concorrentes de ética, sejam eles baseados na ética das ações (julgando as ações por sua correção ou incorreção) ou na ética dos sentimentos (por exemplo, ética do ressentimento). Sentindo desprezo por coisas que são consideradas antiéticas, imorais ou moralmente desagradáveis, pode-se tanto mostrar que são más quanto removê-las da comunidade moral.

## Reações
A principal resposta de desprezo reside na “expressão divulgada de baixa consideração pelos objetos tidos em desacato” (Miller, C.H., 2005). Por este raciocínio, uma pessoa que detém o desprezo não teria o desejo de confrontar abertamente a pessoa com quem está em desacordo, nem tentaria eles próprios remover o objeto do desprezo; em vez disso, aquele que detém o desprezo teria a tendência de sustentar a opinião de que outros deveriam remover o objeto de desprezo, ou de que o objeto de desprezo deveria remover a si mesmo. Normalmente, o receptor do desprezo sofre com consequências psicológicas e morais, como a vergonha e rejeição. Assim, embora alguém exponha seus sentimentos aos outros, a pessoa com desprezo não necessariamente deseja lidar diretamente com a situação em questão. Aquele que está experimentando desprezo apresentaria comportamentos afetivos negativos que podem ser rotulados como “frios” - isso significa simplesmente que aquele que está experimentando a emoção do desprezo tenderia a alienar os responsáveis.

## Desprezo em relações

### Diferenças de gênero
Homens e mulheres agem de maneira diferente quando demonstram desprezo em relacionamentos entre pessoas do mesmo sexo. Não apenas as meninas se envolvem em mais formas não-verbais de agressão social do que os meninos, como também as meninas disfarçavam mais do que os meninos, falando bem, mas fazendo caretas. Na pesquisa fornecida por Underwood (2004) em seus estudos de observação de laboratório onde eles observam meninas e meninos em um contexto social idêntico no qual melhores amigos respondem a um recém-chegado provocador, diferenças de gênero emergem não para os comportamentos verbais, mas para as expressões não-verbais de desdém e desprezo (que são tão flagrantes que foram observados com alto grau de confiabilidade entre codificadores por mulheres e homens, kappa excedendo 0,8; Underwood et al., 2003).
Existem vários motivos pelos quais as meninas podem ser especialmente propensas a transmitir raiva e desprezo por meio de formas não-verbais de exclusão social. Uma razão pode ser que as meninas são socializadas desde a infância para serem abertamente agradáveis e conciliatórias e o fazem para evitar conflitos sempre que possível, por medo de serem excluídas dos relacionamentos, não gostadas ou punidas (para comentários, ver Brown e Gilligan, 1993; Underwood , 2003; Zahn-Waxler, 2000). As formas não-verbais de exclusão social podem ser uma forma altamente eficaz de prejudicar alguém com relativamente poucas consequências sociais; o ato doloroso é fugaz, muitas vezes pode ser executado nas costas da vítima e fora dos olhos atentos dos adultos e, mesmo se detectado, rostos maldosos normalmente não são punidos. Em segundo lugar, as meninas podem machucar umas às outras por meio de expressões não verbais de exclusão ou desdém porque as meninas e mulheres podem olhar para os outros mais por razões relacionadas ao seu status social inferior, de modo a aprender o máximo possível sobre as necessidades e desejos dos outros.
Como as meninas e mulheres olham para os outros com frequência, talvez os olhares ofensivos sejam mais eficazes como meio de exercer o poder. Terceiro, as formas não-verbais de exclusão social podem ser poderosas para as meninas porque seus relacionamentos envolvem altos níveis de intimidade e auto-revelação, portanto, mesmo indicadores sutis de exclusão são ameaçadores. Quarto, as formas não-verbais de exclusão social podem ser poderosas para as meninas porque, embora desejem e defendam ferozmente a popularidade com outras meninas, temem ser rotuladas de "arrogantes".

### Respostas legais
Em 2003, o Conselho Municipal de Palo Alto derrotou uma resolução que teria desencorajado os governantes eleitos de expressões faciais que transmitissem desprezo em reuniões públicas; isso foi proposto porque os membros do conselho estavam cansados de ver colegas se intimidando com essas expressões faciais sutis, mas rudes.

### Casamento
A pesquisa demonstra como o abuso na infância está vinculado à dinâmica de comunicação inadequada que consiste em conflito carregado de desprezo e retraimento emocional. Essas descobertas são importantes porque a comunicação conjugal desadaptativa pode ser um mecanismo pelo qual as experiências traumáticas da infância se traduzem em uma relação de qualidade adulta pobre. Formas de agressão verbal, como desprezo, beligerância e atitude defensiva, estão associadas a padrões destrutivos e hostis de resolução de conflitos. Casais que usam esses estilos de comunicação têm maior probabilidade de apresentar níveis mais altos de angústia conjugal, níveis mais baixos de satisfação conjugal (Holman e Jarvis, 2003) e níveis mais baixos de estabilidade conjugal, tendo mais propencidade a se separarem.
Gottman identificou vários comportamentos que são particularmente indicativos de sofrimento nos relacionamentos. Uma série de comportamentos, que ele chamou de "quatro cavaleiros", inclui uma cascata de respostas como expressar críticas, defensividade, desprezo, sarcasmo, hostilidade e retraimento, a combinação dos quais indica um estado crítico de dissolução do casamento.
Carstensen, Gottman e Levenson (1995) descobriram que “o comportamento emocional negativo, como raiva expressa, tristeza, desprezo e outras emoções negativas, parece ser o melhor discriminador entre casamentos satisfeitos e insatisfeitos”. Também descobriram que “Em termos de comportamentos de orador, as esposas foram codificadas como mostrando mais emoção total, emoção negativa, raiva, alegria, desprezo, choradeira e tristeza”. Isso apóia o estereótipo de que as mulheres expressam mais emoções do que os homens, tanto em geral quanto nos relacionamentos. Também apóia a ideia de que os homens são menos expressivos do que as mulheres e tendem a ser mais defensivos nas conversas.
Seis medidas curtas de autorrelato foram usadas para avaliar as habilidades de comunicação de vários componentes (Gottman, 1999). Especificamente, os questionários avaliaram tentativas de reparo, aceitação de influência, partida difícil, inundação, travamento e os quatro cavaleiros. Essas seis medidas foram escolhidas porque eram de interesse teórico e clínico para os autores, incorporaram comportamentos de comunicação adaptativos e não adaptativos e incluíram aqueles aspectos da comunicação do casal considerados por muitos como mais tóxicos, incluindo retraimento e desprezo (Gottman 1999; Gottman et al. 1998; Johnson 2003). Finalmente, os Quatro Cavaleiros criam uma sequência em cascata de respostas em que um parceiro expressa crítica e o outro parceiro responde com defensividade, fazendo com que o primeiro parceiro reaja à defensiva com desprezo, sarcasmo e / ou hostilidade com seu parceiro, eventualmente se afastando, ou parede de pedra, crítica e desprezo. Entre esses quatro, Gottman considera o desprezo o mais destrutivo de todos eles. Para todas as outras formas de agressão, os Quatro Cavaleiros surgiram como preditores significativos de classificação, o que é esperado uma vez que esse construto inclui comportamentos muito negativos e desdenhosos. Isso é consistente com a pesquisa conjugal, que afirma que esses comportamentos de comunicação são altamente tóxicos e corroem a satisfação no relacionamento (Cornelius et al. 2007; Gottman 1999).

### Estrutura
As pessoas sentem desprezo por um indivíduo de baixo status em uma proximidade distante, com outras emoções resultantes de diferentes combinações.
| —         | Longe    | Perto     |
| --------- | -------- | --------- |
| Poderoso  | Medo     | Inveja    |
| Impotente | Desprezo | Compaixão |